# Renland
Renland is een schiereiland in het oosten van Groenland, dat deels in de gemeente Sermersooq en deels in Nationaal park Noordoost-Groenland ligt. Het maakt deel uit van het fjordencomplex Kangertittivaq (Scoresby Sund).
Aan de noordzijde en oostzijde wordt het omgeven door het Nordvestfjord, in het zuidoosten door Hall Bredning, in het zuiden door het Øfjord, in het westen door Rypefjord en in het noordwesten door het Edvard Bay Dal. Aan de overzijde van het water en ijs liggen in het noorden het Nathorstland, in het noordoosten de Stauningalpen (Scoresbyland), in het zuiden het Milneland, in het westen het Grabenland en in het noordwesten het Th. Sørensenland.
Het schiereiland wordt bedekt door een kleine ijskap. Centraal op het schiereiland bevindt zich de Edward Baileygletsjer en aan de noordwestkant voert de Syvsøstregletsjer ijs af het Edvard Bay Dal in. Ten westen van Renland mondt de Eielsongletsjer in het Rypefjord.
De naam van het schiereiland verwijst naar de taalrijke rendieren die hier gezien werden bij een expeditie in de 19e eeuw.